# Disturbo d'ansia
Il disturbo d'ansia è uno stato mentale caratterizzato da diverse forme di paura e di ansia anormale o patologica che si accompagnano spesso a manifestazioni psicosomatiche e che creano notevole disagio all'individuo.
Secondo i differenti sistemi nosografici, come DSM e ICD, esiste un'ampia varietà di disturbi d'ansia. I più comuni sono il disturbo d'ansia generalizzato (DAG), il disturbo di panico (DP), l'ipocondria, la fobia sociale, le fobie specifiche, il disturbo ossessivo-compulsivo (DOC) e il disturbo da stress post-traumatico (DPTS). Spesso tali disturbi si accompagnano a quelli dell'umore.
Secondo le statistiche, fino al 30% delle persone soffriranno nel corso della loro vita di un disturbo d’ansia, con una prevalenza doppia nelle donne rispetto agli uomini e con i sintomi che generalmente insorgono prima dei 25 anni di età.

## Cause
Le cause dei disturbi d'ansia non sono ancora del tutto note, ma si ritiene siano dovuti ad una combinazione di fattori genetici, psicologici, fisici e ambientali.
Alcune patologie fisiche, come l'ipertiroidismo o altri squilibri endocrini, sono note causare sintomi d'ansia che possono essere risolti trattando la patologia primaria. Altre patologie psichiatriche (come la depressione e altri disturbi dell'umore), neurologiche o eventi che influenzano negativamente la sfera psicologica e relazionale dell'individuo (stress, difficoltà economiche o famigliari, patologie croniche) possono dar luogo alla comparsa di un disturbo d'ansia. I disturbi d'ansia sembrano avere anche una base genetica, dal momento che i bambini nati in famiglie con un componente che ne soffre, sono soggetti a sviluppare a loro volta un disturbo d'ansia.

### Biologiche
Da un punto di vista biologico, i livelli del neurotrasmettitore GABA (un neurotrasmettitore dall'effetto inibitorio sull'attività elettrica dei neuroni) e l'attività dell'amigdala (un'area del cervello implicata nell'elaborazione delle sensazioni di ansia e paura) sembrano essere direttamente implicati nello sviluppo di alcuni disturbi d'ansia.
L'amigdala è un'area cerebrale fondamentale per l'elaborazione delle sensazioni di ansia e fobia. In particolare il complesso basolaterale, è l'area dell'amigdala che riceve gli stimoli sensori e ne elabora il valore "ansiogeno" sulla base dei ricordi soggettivi e che comunica questa informazione direttamente ad altre aree cerebrali responsabili della loro "percezione" come la corteccia sensoriale e la corteccia media-prefrontale; un'altra fondamentale area dell'amigdala è il nucleo centrale, che è invece implicata nell'elaborazione delle risposte specifiche alla paura: questa area è direttamente collegata con altre importanti aree cerebrali come l'ipotalamo (implicato secrezioni di ormoni), al cerebellum (implicato tra l'altro anche nel linguaggio) e al tronco encefalico (che regola anche i riflessi ed il respiro). Nei soggetti con disturbi d'ansia, in particolare il disturbo d'ansia generalizzato, queste connessioni funzionali sembrano essere meno definite, sembra poi esserci più materia grigia nel nucleo centrale (sarebbe in un certo senso più attiva), c'è una diminuita connettività tra l'amigdala, l'insula e l'area cingolata mentre c'è una aumentata connettività con la corteccia parietale e frontale.
Tutte queste alterazioni indicano che alla base di alcuni disturbi d'ansia ci sarebbe una attività disfunzionale dell'amigdala; l'aumentata connettività tra amigdala e le aree della corteccia, quali la corteccia parietale e frontale, sembrerebbe essere il risultato del tentativo abituale del soggetto con il disturbo di controllare la componente emotiva dell'ansia facendo ricorso alla sfera razionale, dando così una base biologica alle teorie psicologiche che avevano individuato questa strategia cognitiva.

### Droghe e farmaci
Sintomi di ansia e depressione possono essere dovuti all'effetto collaterale di alcuni farmaci o sostanze psicotrope. Ad esempio, è stato mostrato come un consumo moderato ma prolungato di alcol può aumentare i livelli di ansia in alcuni soggetti; l'abuso e l'astinenza sono invece dei fattori noti per causare disturbi d'ansia severi e prolungati, anche a seguito dell'interruzione dell'uso.
La dipendenza da alcol, caffeina, benzodiazepine, cannabis e altre sostanze psicotrope può causare un disturbo d'ansia o aggravarne uno preesistente. Alcuni farmaci antidepressivi, pur essendo spesso anche degli efficaci ansiolitici, possono causare in alcuni soggetti dei sintomi d'ansia che potrebbero essere confusi con un peggioramento della patologia iniziale; in particolare sono stati riscontrati irrequietezza, acatisia e ansia generalizzata. Sintomi simili possono essere causati da altri farmaci.
Anche l'esposizione prolungata ad alcune sostanze chimiche, come ad esempio i solventi industriali, possono causare la comparsa di un disturbo d'ansia.

### Teorie evoluzionistiche
È stato ipotizzato che l'alta prevalenza di disturbi d'ansia che si rileva nella società moderna sia il risultato di un cattivo adattamento della natura umana (rimasta pressoché immutata rispetto alle ere preistoriche) alle nuove condizioni sociali. Ad esempio, nell'era preistorica era più frequente il contatto fisico e i neonati erano maggiormente a contatto con le madri, tutte strategie note per diminuire i livelli di ansia. Inoltre, le comunità erano chiuse ed il contatto con soggetti estranei alla tribù erano estremamente limitati. I ricercatori ipotizzano perciò che l'insieme di questi fattori, insieme ad altri caratteristici dell'era moderna, specie nell'età evolutiva, predisponga alcuni soggetti allo sviluppo di forme d'ansia.

## Diagnosi
I disturbi d'ansia sono riconosciuti nel Manuale diagnostico e statistico dei disturbi mentali e possono venire quindi diagnosticato nel corso di una valutazione psicodiagnostica attraverso delle interviste, anche sotto forma di questionari standardizzati che il paziente può compilare autonomamente. I disturbi d’ansia devono essere distinti dalle fisiologiche sensazioni di ansia situazionali che colpiscono fisiologicamente gli individui. Uno dei criteri diagnostici è infatti la durata, che deve essere superiore ai sei mesi; inoltre deve compromettere significativamente il funzionamento dell’individuo e non essere rapportabile in termini di gravità alla causa scatenante. Una buona anamnesi e una visita medica sono essenziali per la diagnosi iniziale di qualsiasi disturbo d'ansia, infatti altre cause possono dare origine ad una sintomatologia simile ai disturbi d'ansia come ad esempio ipertiroidismo, abuso o astinenza da alcune sostanze psicotrope, patologie metaboliche, carenze nutritive o effetto collaterale di alcuni farmaci.
Una storia familiare di disturbi d'ansia o altre malattie psichiatriche rafforza la probabilità di sviluppare un disturbo d'ansia. Altri fattori di rischio per lo sviluppo di disturbi d’ansia includono povertà, abusi sessuali e maltrattamenti, ambiente familiare degradato, contesto sociale o economico di difficoltà. Vi è poi una forte associazione con altri problemi psichiatrici, compresi l'abuso di sostanze stupefacenti e la depressione,  fattori che devono essere sempre valutati nel corso di una visita psichiatrica o psicologica.

### Diagnosi per mezzo di esami
La diagnosi avviene comunemente attraverso un colloquio con uno specialista (psicologo o psichiatra) che ponendo specifiche domande e ascoltando i sintomi riferiti dai pazienti, diagnostica il disturbo. A volte tipologia, gravità e progressi terapeutici vengono valutati anche attraverso la somministrazione di test specifici (come la scala Hamilton per l’ansia).
Attualmente non esistono indagini strumentali utilizzati nella pratica clinica per diagnosticare un disturbo d’ansia, anche se particolari alterazioni del funzionamento cerebrale possono essere evidenziate con tecniche di imaging (come PET). Nel 2005 un'équipe di ricercatori dell'Hebrew University di Gerusalemme sviluppò un metodo per valutare i disturbi d'ansia attraverso un esame del sangue. Il gruppo, guidato dal professor Hermona Soreg, decano della facoltà di Scienze alla Hebrew University, creò un indice che calcolava i livelli ottimali di AChE, BChE e PON in rapporto all'età, alla BMI e altri fattori rilevanti

## Disturbi d'ansia
I disturbi d'ansia sono in genere disordini cronici, presenti cioè in forma latente nell'individuo e che si attivano in condizioni di particolare stress psicofisico, o possono comparire a seguito di un evento. Sono caratterizzati da una componente ansiosa (uno stato emotivo spiacevole dovuto ad una causa non chiaramente identificata e percepita come incontrollabile o inevitabile) e una componente fobica (la risposta emotiva e fisica ad una paura o minaccia esterna identificabile).

### Disturbo di ansia generalizzato
Il disturbo d'ansia generalizzato è un disturbo cronico comune che interessa due donne per ogni uomo colpito e può portare a una menomazione considerevole. Come implica il nome, il disturbo di ansia generalizzato è caratterizzato da una ansia durevole che non è concentrata su un particolare oggetto o situazione. In altre parole è aspecifica o fluttuante. Le persone che hanno questo disturbo si sentono di temere qualcosa ma sono incapaci di esprimere specificatamente di che paura si tratti. Temono costantemente e trovano molto difficile controllare le loro preoccupazioni. A causa della tensione muscolare persistente e le reazioni automatiche alla paura, possono sviluppare emicrania, palpitazioni, vertigini e insonnia. Questi disturbi fisici, combinati alla intensa ansia di lunga durata, rendono difficile il compito di affrontare le normali attività quotidiane.

### Disturbo da panico
Con il disturbo di panico, una persona soffre di brevi attacchi di terrore e apprensione intensi che causano tremore e scosse, vertigini e difficoltà respiratorie. Chi è spesso colpito da improvvisi accessi di ansia intensa potrebbe essere afflitto da questo disturbo. L'APA, cioè American Psychiatric Association (2000), definisce l'attacco di panico come una paura o disagio che incomincia bruscamente e ha il suo picco in 10 minuti o meno.
Sebbene gli attacchi di panico qualche volta sembrino emergere dal nulla, generalmente capitano dopo esperienze spaventose, stress prolungato o perfino dopo esercizio fisico. Molte persone che hanno attacchi di panico (specialmente il primo) pensano di avere avuto un attacco di cuore e spesso finiscono dal loro medico o al pronto soccorso. Perfino se tutti gli esami risultano nella norma, le persone si preoccupano ancora, con le manifestazioni fisiche dell'ansia che da sole rinforzano il loro timore che ci sia qualcosa che non vada per il verso giusto nel corpo. La consapevolezza estrema di qualunque piccola cosa che capita o che cambia nel corpo può produrre dei momenti stressanti.
I normali cambiamenti nella frequenza cardiaca, come quando si sale una rampa di scale verrà notata da un paziente di disturbo di panico e lo porterà a pensare che qualcosa non va con il cuore o che sta per avere un altro attacco di panico. Qualcuno comincia a preoccuparsi eccessivamente e lascia perfino il lavoro o si rifiuta di uscire di casa. Il disturbo di panico può essere diagnosticato quando diversi attacchi apparentemente spontanei portano l'individuo a essere preoccupato sui futuri attacchi. Una complicazione comune del disturbo di panico è l'agorafobia, ansia riguardo all'essere in una situazione da cui la via d'uscita è difficile o imbarazzante. Altre fobie di larga diffusione sono la claustrofobia, ossia la paura dei luoghi e delle situazioni chiuse, e l'ipocondria, la paura di ammalarsi e/o di morire.

### Fobia
Questa categoria riguarda una forte e irrazionale paura ed evitamento di un oggetto o situazione. La persona sa che la paura è irrazionale tuttavia l'ansia rimane. Il disturbo fobico differisce dal disturbo di ansia generalizzata e dal disturbo da panico perché vi è uno stimolo o situazione specifici che elicita una forte risposta di paura. Tale situazione o stimolo non rappresenta, di fatto, una reale minaccia, ma è vissuta come tale. La fobia può essere diretta anche verso l'aspetto sociale della vita. Si parla in questo caso di fobia sociale, ossia della "paura di trovarsi in situazioni sociali o di essere osservati mentre si sta facendo qualcosa, come ad esempio parlare in pubblico o, più semplicemente, parlare con una persona, scrivere, mangiare o telefonare". In ultima analisi, la fobia sociale rappresenta la paura di essere giudicati.

### Disturbo ossessivo-compulsivo

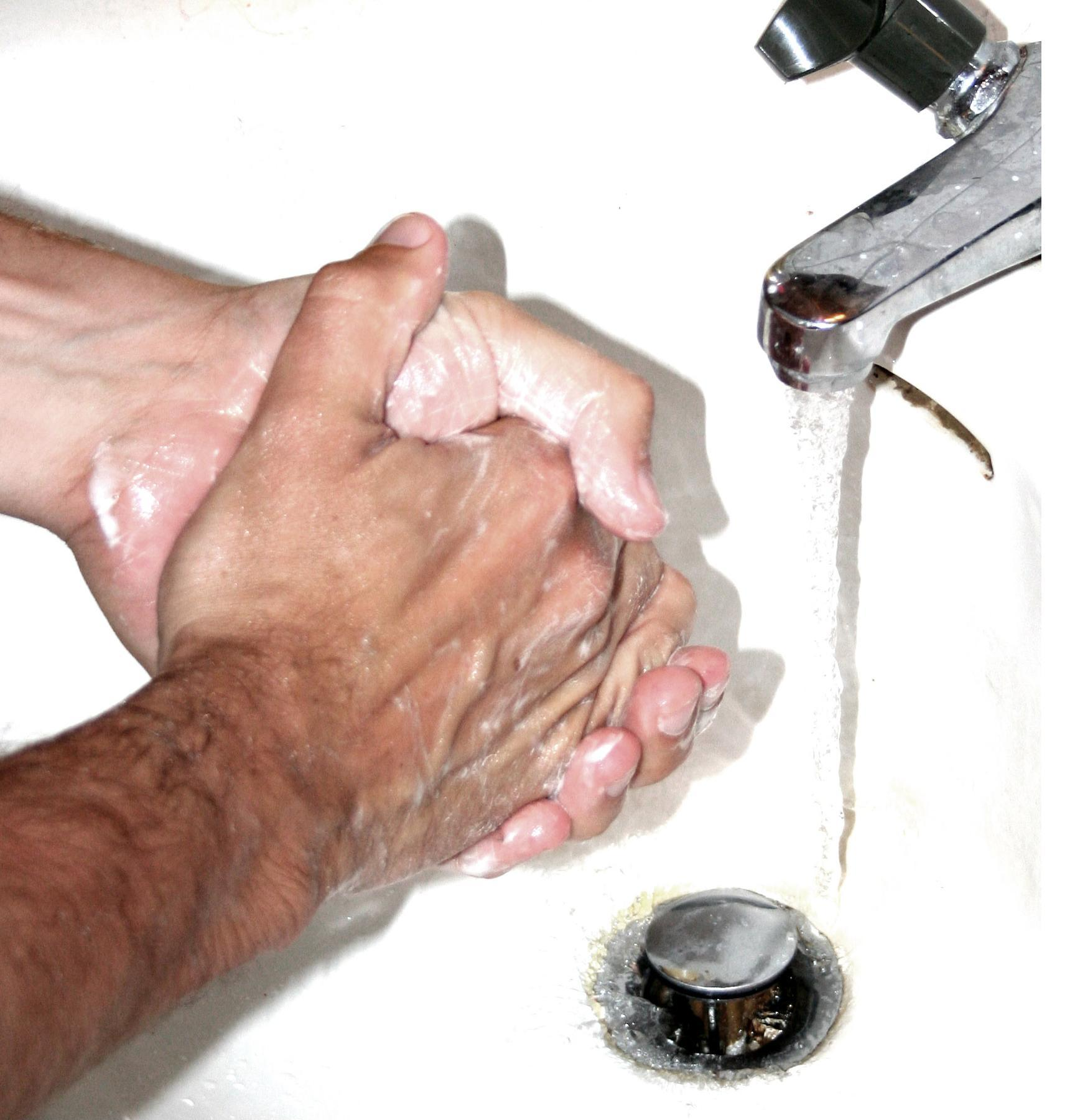
Lavarsi le mani frequentemente ed eccessivamente è una delle compulsioni più comuni del DOC.

Il disturbo ossessivo-compulsivo è un disturbo d'ansia caratterizzato da ossessioni e/o compulsioni. Le ossessioni sono pensieri o immagini angoscianti e ripetitivi che l'individuo spesso considera essere senza senso. Le compulsioni sono comportamenti ripetitivi che la persona si sente costretta a compiere per alleviare l'ansia. Un esempio sarebbe l'ossessione di pulizia estrema e la paura di contaminazione che può portare alla compulsione di lavarsi le mani centinaia di volte al giorno. Un altro esempio può essere l'ossessione che la propria porta sia non chiusa a chiave, che può portare al costante controllare e ricontrollare le porte.
Tuttavia, il disturbo ossessivo-compulsivo è ormai da molti classificato come entità nosografica a sé piuttosto che come disturbo d'ansia a causa della sua incerta rispondenza al trattamento con farmaci ansiolitici. Nel DSM-5 è stato di conseguenza creato il capitolo specifico dei Disturbi ossessivo-compulsivi e disturbi correlati.

### Ipocondria

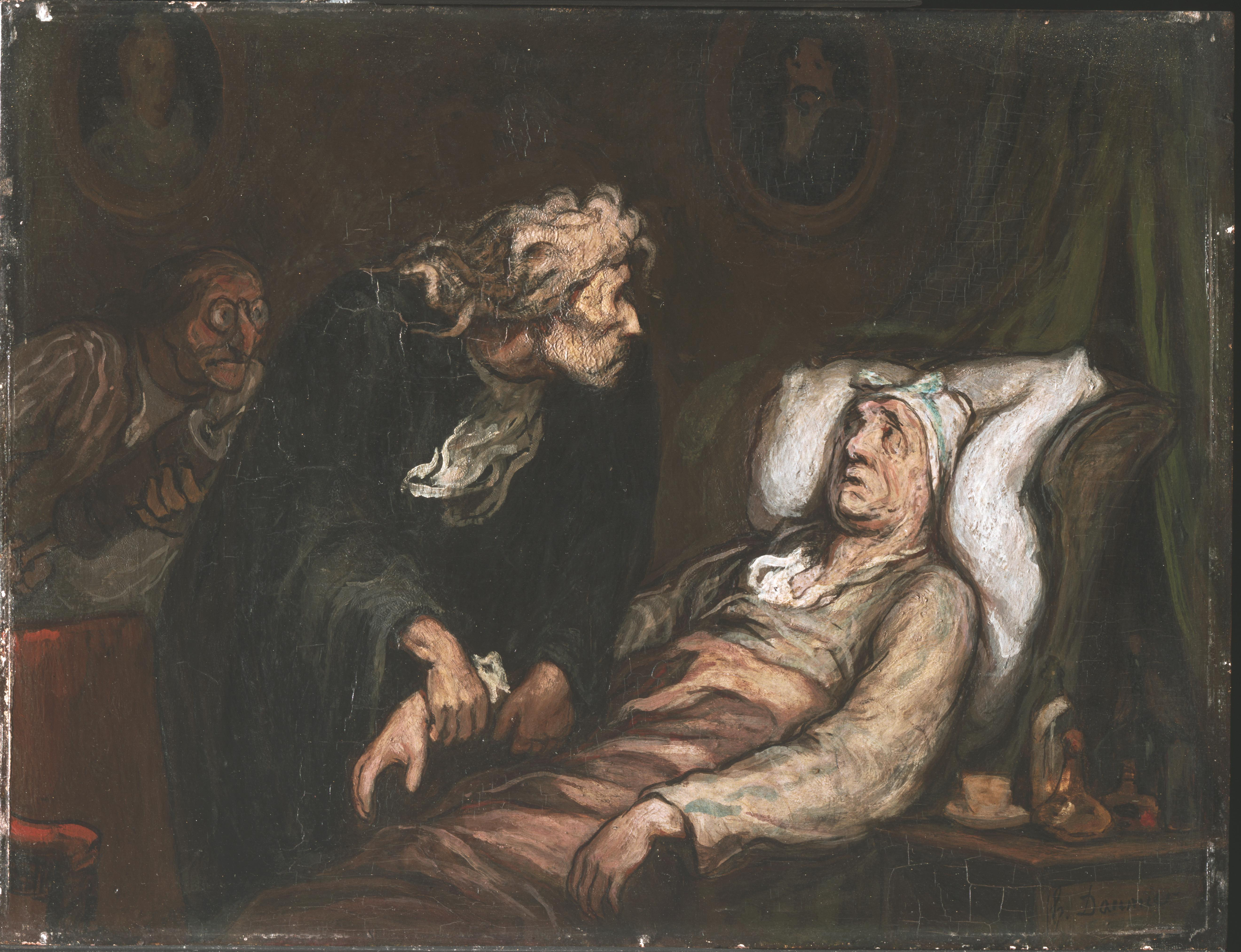
Il malato immaginario, visto da Honoré Daumier.

L'ipocondria (detta anche patofobia) è definita come un disturbo d'ansia caratterizzato da un'eccessiva e ingiustificata preoccupazione per la propria salute. È spesso classificata come una nevrosi sottostante.

### Disturbi fisici collegati ad ansia
Oltre i disturbi psicologici ed emotivi, l'ansia può provocare somatizzazioni e sintomi a livello del SNC, come parestesie, fascicolazioni, tremore, astenia, fatica, nausea e disturbi gastrointestinali, vertigini, svenimento (lipotimia o sincope). Questo per diversi motivi:
- motivi psicogeni in senso stretto, dovuti all'iperattività del sistema simpatico
- ipersudorazione con disidratazione (con possibile facilità alla sindrome da ipotensione ortostatica o posturale) e perdita di sali minerali (carenza di magnesio, carenza di potassio, ecc.)
- incremento della sindrome vasovagale[15] (se assieme ai disturbi muscolo-scheletrici e/o errata alimentazione)
- tachicardia da stress o per la citata infiammazione del nervo vago, extrasistole
- sindrome da iperventilazione psicogena, con seguente spasmofilia (spasmi, crampi, miochimie, parestesie)
- affaticamento da tensione muscolare eccessiva (es. sindrome miositica tensiva)
- infiammazione neurogenica
- disturbi del sonno
- alterazione di neurotrasmettitori e glucocorticoidi legati allo sviluppo di malattie infiammatorie intestinali, quali colite spastica, colite ulcerosa, malattia di Crohn, e disturbi gastrici

Inoltre può esacerbare problemi fisici già esistenti (come problemi cardiovascolari o respiratori, quali asma e allergie).

## Terapie
La terapia d'elezione per l'ansia consiste nella psicoterapia basata su tecniche cognitive e comportamentali o psicodinamiche e/o nella prescrizione di farmaci ansiolitici. Una combinazione delle due può essere più efficace di una delle due seguita singolarmente.
Le linee guida indicano come trattamento di prima linea la psicoterapia, specie nel caso di disturbi moderati o nei soggetti giovani, e solo successivamente la prescrizione di psicofarmaci. Di fatti, psicoterapia e trattamento farmacologico, mostrano in diversi studi una efficacia paragonabile. La farmacoterapia si rende comunque necessaria nei casi più gravi.
Cambiamento degli stili di vita (come migliorare l’alimentazione, smettere di fumare, ridurre le cause di stress e fare sport) e tecniche di rilassamento (come la meditazione e gli esercizi di respirazione) sono spesso raccomandate ed in grado di migliorare notevolmente i sintomi. Ad esempio, smettere di fumare può indurre un miglioramento dei sintomi paragonabile a quello dei farmaci ansiolitici.

### Terapia farmacologica
I sintomi acuti dell'ansia sono spesso controllati con farmaci ansiolitici come le benzodiazepine che sono dei sedativi leggeri, agiscono rapidamente e determinano ansiolisi per disattivazione psichica. Il diazepam (valium) fu uno dei primi farmaci di questo tipo.
Ad oggi molti farmaci si sono aggiunti alla famiglia delle benzodiazepine, sono accomunati dall'avere uno stesso meccanismo d’azione ma una diversa farmacocinetica (rapidità e durata di azione). Solo due di questi sono approvati per gli attacchi di panico: Rivotril e Xanax. Tutte le benzodiazepine provocano assuefazione e dipendenza, insieme a disturbi cognitivi e sonnolenza, per cui l'uso prolungato deve essere attentamente monitorato da un medico. È molto importante inoltre che il paziente non interrompa la cura bruscamente per il rischio del verificarsi di sintomi da sospensione che possono configurarsi anche come un’improvvisa riemersione del disturbo trattato.
Altri farmaci, raccolti sotto la denominazione di ansiolitici atipici, vengono spesso utilizzati nel trattamento dei disturbi d’ansia specie quando è richiesto un trattamento prolungato, dato che rispetto alle benzodiazepine presentano una migliore tollerabilità nel lungo termine, assenza di sedazione e assuefazione ma generalmente una latenza d’azione che non ne permette l’uso occasionale e al bisogno.  Di questi fanno ad esempio parte buspirone, etifoxina e tofisopam.
Molti antidepressivi, al di là del nome, presentano significativi effetti ansiolitici e non possedendo generalmente effetti sedativi, di assuefazione e dipendenza sono preferiti nella gestione a lungo termine dei disturbi d’ansia. In particolare sono spesso prescritti gli antidepressivi SSRI (Selective Serotonin Reuptake Inhibitors) utilizzati sia per l’ansia cronica, gli attacchi di panico e i disturbi ossessivi specie nei pazienti che esibiscono sintomi di depressione clinica contemporaneamente a quelli d’ansia. Altri antidepressivi spesso utilizzati allo scopo per la loro tollerabilità ed efficacia sono gli antidepressivi di seconda generazione.
Altri farmaci formalmente approvati per il trattamento di altri disturbi presentano un significativo effetto ansiolitico, come ad esempio i beta-bloccanti che vengono a volte prescritti nel trattamento dei sintomi fisici associati all'ansia, come tremori e palpitazioni e l'insicurezza della "paura del palcoscenico"; alcuni anti convulsivanti come il pregabalin vengono prescritti come trattamento.
Molti studiosi sostengono che le benzodiazepine e altri farmaci sedativi ed anti-ansia siano eccessivamente prescritti, soprattutto alla luce dei potenziali rischi di assuefazione e dipendenza. Il fatto che la classe delle benzodiazepine portasse a sviluppare dipendenza diventò chiaro nella metà degli anni sessanta, quando il Valium (diazepam, la prima benzodiazepina approvata dalla Food and Drug Administration), portò rapidamente migliaia di persone a sviluppare i sintomi classici della dipendenza quando veniva usato costantemente per più di una settimana o due.

### Psicoterapia
È stato dimostrato come la psicoterapia sia tra i trattamenti più efficaci nell'alleviare i disturbi dell'ansia, prevenire le recidive e ridurre le sue conseguenze sulla salute.
Esistono molte diverse tecniche psicoterapeutiche per il trattamento dei disturbi d’ansia e che hanno dimostrato efficacia. Tuttavia esiste una certa soggettività personale alla risposta terapeutica così che una tecnica efficace per un paziente potrebbe non risultare ottimale per un altro soggetto con un'altra tipologia di disturbo.
Di queste ne fanno parte:
1. Psicoterapia della Gestalt
2. Psicoterapia ericksoniana
3. Psicoterapia cognitivo-comportamentale
4. Psicoanalisi o altri tipi di terapia psicodinamica
5. Psicoterapia sistemico-relazionale
6. Psicoterapia Umanistica e Transpersonale
7. Psicoterapia Mindfullness Based

#### Psicoterapia cognitivo-comportamentale
La psicoterapia cognitivo-comportamentale è una delle più diffuse psicoterapie fra le psicoterapie brevi per la cura dell'ansia. L'obiettivo del terapeuta cognitivo-comportamentale è di ridurre il comportamento di evitamento e aiutare il paziente a sviluppare abilità di coping (fronteggiare le situazioni). Questo può comportare:
- Sfidare credenze false o auto-lesionistiche
- Sviluppare la sostituzione di pensieri negativi
- Desensibilizzazione sistematica (usata principalmente per l'agorafobia e le fobie specifiche)
- Fornire conoscenza al paziente che lo aiuterà a fronteggiare le situazioni (per esempio se qualcuno soffre di attacchi di panico, gioverà l'informazione che le palpitazioni in sé stesse, anche se rapide e prolungate sono del tutto innocue).

Bisognerebbe notare che, al contrario delle prescrizioni mediche, l'efficacia della terapia cognitivo-comportamentale dipende da vari fattori soggettivi come la competenza del terapeuta. Oltre alla terapia convenzionale, vi sono dei programmi cognitivo-comportamentali che i pazienti possono svolgere a casa come parte della loro cura.

### Altre strategie
- Una varietà di integrazioni e farmaci senza ricetta sono anche usati per le loro presunte proprietà ansiolitiche, anche se vi sono poche prove che sostengono queste affermazioni. Alcuni ritengono che certe erbe abbiano principi attivi che svolgono funzione ansiolitica, quali la radice di valeriana o la camomilla. Le radici di Kaba hanno un assodato potere ansiolitico.
- Il biofeedback è un metodo psicofisiologico la cui efficacia nel trattamento dell'ansia è supportata da numerosi studi scientifici.[18][19][20]. Sarkar e colleghi (1999)[21] hanno dimostrato che nei pazienti con disturbo d'ansia generalizzata la farmacoterapia e il biofeedback hanno effetti simili sulla riduzione dei sintomi.
- Recenti studi scientifici[22] indicano che l'agopuntura è efficace in alcuni disturbi d'ansia, particolarmente nell'ansia preoperatoria ed in quella generalizzata. I suoi effetti sembrano dovuti alla sua capacità di stimolare il sistema nervoso parasimpatico, come emerge dagli studi sulla variabilità della frequenza cardiaca[23]. In modelli animali l'agopuntura condotta su un particolare punto - HT7 shenmen- ha incrementato la concentrazione di un neuropeptide ad azione ansiolitica, il neuropeptide Y, all'interno dei neuroni dell'amigdala, che rappresenta l'interruttore principale dell'ansia patologica. Studi di fMRI condotti su individui sani dimostrano inoltre che l'agopuntura modula i circuiti difensivi di sopravvivenza del cervello responsabili delle risposte di lotta-fuga[24]. Esistono anche alcuni studi che attestano la capacità dell'agopuntura di influenzare la produzione di diversi neurotrasmettitori coinvolti nell'ell'ansia, come la serotonina

Alcune attenzioni a se stessi e le tecniche di rilassamento giocano un ruolo importante nell'alleviare i sintomi dell'ansia. Per esempio:
- Una dieta appropriata – Questo comprende la riduzione del consumo di caffeina, zucchero e, in generale, un miglioramento delle abitudini alimentari. La riduzione della caffeina dovrebbe essere graduale. Alcuni che soffrono di ansia riferiscono riduzioni considerevoli nella loro ansia semplicemente prendendo queste misure.
- Consapevolezza corporea - Riuscire a cogliere, interpretare e gestire le modifiche fisiologiche dell'organismo, attraverso un training appropriato e migliorando la relazione mente-corpo-emozioni con la Terapia Bioenergetica.
- Esercizio fisico – Si pensa che un po' di esercizio allevi lo stress. Chi soffre d'ansia dovrebbe notare che le palpitazioni di cuore durante l'esercizio fisico possono scatenare un attacco di panico quindi, probabilmente, è meglio sviluppare gradualmente un esercizio di routine all'interno di un programma cognitivo-comportamentale.
- Tecniche di respirazione.
- Sonno appropriato.
- Tecniche di rilassamento – Uno stato di rilassamento può essere raggiunto con l'aiuto di registrazioni di auto-ipnosi, training autogeno, yoga, riflessologia, meditazione. Ci sono una serie di libri specializzati nella gestione dello stress.
- Gestione dello stress – Questo può comportare cambiamenti nello stile di vita e nella gestione del tempo. Ci sono numerosi libri specializzati nello stress management.
- Strategie per affrontare gli attacchi di panico. Strategie specifiche per trattare con gli attacchi di panico, come una tecnica di respirazione adatta.
- Gruppi di auto mutuo aiuto (AMA): si basano sul modello dei gruppi Alcolisti Anonimi di matrice americana, con l'incontro di persone sofferenti lo stesso disagio in un luogo neutro con cadenza settimanale. Studi scientifici dimostrano che la dinamica di gruppo può sviluppare, grazie al confronto tra soggetti che si riconoscono nella identica situazione di sofferenza, un miglioramento dei sintomi e dei malesseri. Anche in Italia vi sono associazioni che hanno sviluppato le tecniche terapeutiche dell'auto mutuo aiuto (AMA) nel settore dell'ansia e dei disagi psichici correlati come agorafobia, attacchi di panico, ecc.
- La ricerca del significato e dello scopo – L'ansia generalizzata residua può essere il risultato di una specie di noia dell'esistenza. Alcuni studi raccomandano di cercare un'occupazione che il paziente trovi significativa.
- Le bevande alcoliche sono probabilmente le sostanze più usate per i tentativi di autoalleviamento dell'ansia, ma con importanti conseguenze negative. Coloro i quali soffrono d'ansia devono infatti essere messi in guardia sul fatto che l'alcol è anche un potente depressivo, e crea una pletora di effetti collaterali gravi e pericolosi, oltre a provocare assuefazione e dipendenza.